# Liste der denkmalgeschützten Objekte in Lackenbach
Die Liste der denkmalgeschützten Objekte in Lackenbach enthält die 7 denkmalgeschützten, unbeweglichen Objekte der Gemeinde Lackenbach.

## Denkmäler
| Foto |                 | Denkmal | Standort                                    | Beschreibung | Metadaten |
| ---- | --------------- | --- | ------------------------------------------- | --- | --- |
| ja   | Datei hochladen | Mariensäule HERIS-ID: 57195 Objekt-ID: 67011                                                               | vor Bahnstraße 3 Standort KG: Lackenbach    | Die Weinlaubsäule steht nahe dem Eingang zum Schloss und trägt eine Steinfigur der heiligen Maria mit dem Kind aus der 2. Hälfte des 17. Jahrhunderts. | BDA-Hist.: Q38075091 Status: § 2a Stand der BDA-Liste: 2025-06-30 Name: Mariensäule GstNr.: 28                                                                                              |
| ja   | Datei hochladen | Kath. Pfarrkirche hll. Petrus u. Paulus HERIS-ID: 47201 Objekt-ID: 49903                                   | Bergstraße 30a Standort KG: Lackenbach      | Die Kirche wurde 1955–1962 durch Hans Petermair errichtet. Sie ist eine Saalkirche mit halbrunder Apsis mit einem Fassadenturm an der Südseite. | BDA-Hist.: Q15840297 Status: § 2a Stand der BDA-Liste: 2025-06-30 Name: Kath. Pfarrkirche hll. Petrus u. Paulus GstNr.: 144 Pfarrkirche Lackenbach                                          |
| ja   | Datei hochladen | Jüdischer Friedhof HERIS-ID: 57193 Objekt-ID: 67009                                                        | bei Bergstraße 52 Standort KG: Lackenbach   | Der jüdische Friedhof nördlich der Kirche enthält Grabsteine des 18. bis 20. Jahrhunderts. | BDA-Hist.: Q23689768 Status: § 2a Stand der BDA-Liste: 2025-06-30 Name: Jüdischer Friedhof GstNr.: 558/1 Jüdischer Friedhof Lackenbach                                                      |
| ja   | Datei hochladen | Mahnmal für die während des Nationalsozialismus ermordeten Roma und Sinti HERIS-ID: 57196 Objekt-ID: 67012 | bei Bergstraße 56 Standort KG: Lackenbach   | Das Mahnmal für die während des Nationalsozialismus ermordeten Roma und Sinti erinnert an das von den Nationalsozialisten in einem Gutshof im November 1940 errichtete „Zigeunerlager“, in dem Roma und Sinti unter unmenschlichen Bedingungen interniert wurden. Von rund 4000 dort Festgehaltenen erlebten nur 300 bis 400 die Befreiung des Lagers im Jahr 1945. Das Mahnmal wurde am 6. Oktober 1984 unweit des ehemaligen Lagers für die hier internierten und von hier deportierten Roma und Sinti errichtet, die Gestaltung übernahm der Architekt Matthias Szauer. | BDA-Hist.: Q38075099 Status: § 2a Stand der BDA-Liste: 2025-06-30 Name: Mahnmal für die während des Nationalsozialismus ermordeten Roma und Sinti GstNr.: 734/1 Zigeunermahnmal, Lackenbach |
| ja   | Datei hochladen | Schloss Lackenbach HERIS-ID: 46793 Objekt-ID: 48987                                                        | Schloß (Schloss) Standort KG: Lackenbach    | Die ältesten Teile des Schlosses wurden von Erasmus Teuffl Mitte des 16. Jahrhunderts erbaut. 1618 erhielt das Schloss von Nikolaus Esterházy eine Umgestaltung und fiel 1806 einem Brand zum Opfer, nach dem es nicht vollständig wiederaufgebaut wurde. Das Hauptgebäude ist hakenförmig und zweigeschoßig mit Arkadengalerie, davor befindet sich ein teilweise zugeschütteter Wassergraben. | BDA-Hist.: Q2242013 Status: Bescheid Stand der BDA-Liste: 2025-06-30 Name: Schloss Lackenbach GstNr.: 1/1, 1/2, 1/3, 1/4, 1/5, 14/5, 11 Schloss Lackenbach                                  |
| ja   | Datei hochladen | Kenotaph für Matthias Tarrody HERIS-ID: 57194 Objekt-ID: 67010                                             | Schlosspark Standort KG: Lackenbach         | Der steinerne Truhensarkophag mit Satteldach erinnert an Matthias Tarródy, der 1620 in der Schlacht bei Lackenbach gefallen ist. Das Denkmal wurde 1623 errichtet. 1953 wurde das Tarródy-Denkmal in die Bahnstraße und 2012 in den Schlosspark versetzt. | BDA-Hist.: Q38075081 Status: § 2a Stand der BDA-Liste: 2025-06-30 Name: Kenotaph für Matthias Tarrody GstNr.: 5                                                                             |
| ja   | Datei hochladen | Figurenbildstock, Antoniussäule HERIS-ID: 57192 Objekt-ID: 67008                                           | vor Stoober Allee 7 Standort KG: Lackenbach | Die Weinlaubsäule am südwestlichen Ortsausgang stammt aus der 2. Hälfte des 17. Jahrhunderts und trägt heute eine neue Figur des Heiligen. | BDA-Hist.: Q38075053 Status: § 2a Stand der BDA-Liste: 2025-06-30 Name: Figurenbildstock, Antoniussäule GstNr.: 443/1                                                                       |